# Isla de Dumarán
Dumarán
es una isla situada en el mar de Joló separada de la de Paragua por el Canal de Dumarán.
Administrativamente pertenece a la provincia de Paragua en Mimaro, Región IV-B de Filipinas.

## Geografía
Isla situada al este de isla de La Paragua en el Mar de Joló.
En la parte noroeste de la isla, entre ella y la de Paragua, se encuentran una multitud de pequeños islotes, que casi imposibilitaban el paso á las pequeñas embarcaciones del país, haciendo el canal que entre ambas se forma muy peligroso, por aquella circunstancia.
El canal de Dumarán comunica la bahía de Bentouán, al norte, con el mar de Joló, al sur.
Sus costas en general son muy escarpadas y difíciles de abordar, no encontrándose en ellas más que pequeños puertos capaces apenas de ofrecer el necesario abrigo á las embarcaciones que los frecuentan, y esto solo en ciertas estaciones del año.

### Islas adyacentes
Los islotes situados en el Canal son: Maybara, Cabogawan (Mayabacán), Cagsaleng (Central), Camangeyán (Norte), Bivouac, Talaylay, Renambacán, Bagtasán, Maroyogroyos (Sur), Calampuán (Calangpowgn).
Al norte se encuentra la isla de Cactucao, a 4 kilómetros.
Al sureste las islas de Maraguit, de Cotad, de Mantulali, de Langoy, la más meridional, y de Cambari, la más oriental del grupo.
Las Islas de Dalaganém están situadas 27 kilómetros al este. Forman este grupo las de Calandagán y de Maducang, así como los islotes de Nasalet, de Anas, de Canayán y de Casirahán.

### Costa
En la costa norte, de oeste a este, se encuentran las bahías de Cagsaleng, de Telban, de Tomatadtas, de Calaodiong, de Siabtabon, de Taloto, de Baysing y de Dalayaoan. En la cara este las de Tinintinan, de Araceli y de Cynthia. En la costa sur, de este a oeste, las de Bagman, de Bacaran, de Langcan, de Capanglan, de Calasag, de Maraneg y de San Juan.
A poniente, en el canal, se encuentran las de Cabogao, de Dumarán y de Tamongán.

## Municipios
La isla cuenta con una población de 19 771 habitantes y está dividida entre los municipios de Dumarán (7877), parte sur y Araceli (11 894), norte y este.
Corresponden a Dumarán los barrios de Dumarán (Población, con 2005 habitantes), de Santo Tomás (1155), de Bohol (1333), de San Juan (813), de Bacao (1491), de Catep (823) y de Calasag (257).
Corresponden a Araceli todos sus barrios con la excepción del de Tudela de Calandagán , en las islas de Dalanganem. En este municipio se encuentra el núcleo de población más importante, Población de Araceli.

## Historia
Isla adscrita a la provincia de Calamianes.